# 喜瑪拉雅棕熊
喜瑪拉雅棕熊（学名：Ursus arctos isabellinus）是棕熊的一個亞種。牠們一般都是沙色或紅褐色。牠們棲息在喜瑪拉雅山山腳及巴基斯坦，但不會超越丹希岡國家公園及克什米爾。牠們的實際數量不明，只知很稀少。在印度是禁止任何喜瑪拉雅棕熊的貿易。喜瑪拉雅棕熊相信是雪人傳說的起源。
喜瑪拉雅棕熊是兩性異形的。雄性長1.5-2.2米；雌性長1.37-1.83米。
喜瑪拉雅棕熊約於10月會開始冬眠，到了4月至5月就會起來。牠們會在巢穴或洞穴中冬眠。
喜瑪拉雅棕熊是雜食性的，主要吃草、樹根及其他植物部份、昆蟲及細小的哺乳動物。牠們也會吃較大型的哺乳動物，如羊及家山羊。成年會在日出前及下午覓食。

## 外部連結
- Wildlife SOS - Bear species found in India
- Conservation of Brown Bear in Deosai National Park